# Käthe Leichter

Käthe Leichter (österreichische Briefmarke, 1995)

Käthe Leichter (geboren als Marianne Katharina Pick am 20. August 1895 in Wien, Österreich-Ungarn; ermordet [unsicher:] am 17. März 1942 in der NS-Tötungsanstalt Bernburg, Deutsches Reich) war eine österreichisch-jüdische Sozialwissenschaftlerin, sozialistische Gewerkschafterin und Gründerin und Leiterin des Frauenreferats der Wiener Arbeiterkammer.

## Leben
Käthe Pick wurde 1895 als Tochter des Rechtsanwalts Josef Pick und seiner Frau Charlotte, geb. Rubinstein, in Wien geboren, wo sie in wohlhabenden Verhältnissen aufwuchs und das „Beamtentöchter-Lyzeum“ besuchte. Ihre ein Jahr ältere Schwester Valerie war die spätere Komponistin und Musiktherapeutin Vally Weigl.
Das Studium an der Universität Wien wurde ihr als Frau zunächst verweigert. Durch eine Klage beim Reichsgericht erkämpfte sie die Zulassung und inskribierte im Jahre 1914 Staatswissenschaften an der Universität Wien. Der Jurist und Reichsratsabgeordnete Julius Ofner und der Sozialreformer Josef Popper-Lynkeus weckten bei ihr erstes Interesse für soziale Fragen. Sie arbeitete neben ihrem Studium als Erzieherin von Arbeiterkindern im Döblinger Proletarierviertel „Krim“. Beim Ausbruch des Ersten Weltkrieges begrüßte sie diesen noch als Freiheitskampf gegen die Reaktion und bedauerte, als Frau nicht an der Front dienen zu dürfen. Durch ihre Kontakte mit der Arbeiterklasse und die damit verbundenen Erfahrungen war sie jedoch zwei Jahre später eine entschiedene Kriegsgegnerin.
Der Abschluss ihres Studiums war zu dieser Zeit in Österreich nicht möglich, daher übersiedelte sie 1917 nach Heidelberg. Sie war als aktive Pazifistin bekannt und veröffentlichte Ende November 1917 als Anführerin einer Lesegruppe einen Aufruf gegen den Krieg, was zu einer Anklage wegen Hochverrats und letztlich am 26. Dezember 1917 zu einem Einreiseverbot nach Deutschland für die Dauer des Krieges führte. Mit einer Sondergenehmigung „zwecks Ablegung der nationalökonomischen Doktorprüfung“ wurde Käthe Pick am 24. Juli 1918 mit Auszeichnung bei Max Weber in Heidelberg promoviert.
Nach ihrer Rückkehr nach Wien schloss sie sich der Rätebewegung an, wo sie ihren späteren Mann, den sozialdemokratischen Journalisten Otto Leichter, kennenlernte (er wurde 1920 in Wien an der Rechtswissenschaftlichen Fakultät promoviert). Ab April 1919 war sie bei Otto Bauer als wissenschaftliche Mitarbeiterin in der Staatskommission für Sozialisierung tätig. 1921 heirateten Käthe Pick und Otto Leichter. 1924 wurde beider erster Sohn, Heinz (der sich später Henry O.[tto] nannte, † 20. Dezember 2010), geboren, am 19. August 1930 Sohn Franz.
1925 übernahm Käthe Leichter den Aufbau des Frauenreferats in der Wiener Arbeiterkammer. In dieser Position baute sie systematisch eine Datenbank mit Material über arbeitende Frauen auf und erhob mit Fragebögen detailliert deren private und berufliche Lebensumstände. Daraus resultierten der Film Frauenleben. Frauenlos aus dem Jahr 1931 sowie zahlreiche Studien, darunter So leben wir… 1320 Industriearbeiterinnen berichten über ihr Leben. In den frühen Jahren der RAVAG setzte sie sich in einer Sendung mit der Doppelbelastung von Frauen auseinander.
Nach der Zerschlagung der Sozialdemokratie durch die austrofaschistische Regierung Dollfuß in den Februarkämpfen 1934 flüchtete die Familie in die Schweiz. In diesem Zusammenhang wurde sie am 14. Februar von der Arbeiterkammer fristlos entlassen. 1935 war ihre Klage auf Zahlung einer Abfindung erfolgreich.
Im September 1934 kehrten Käthe und Otto Leichter nach Österreich zurück und betätigten sich im Untergrund für die Partei. Käthe Leichter gehörte dem Schulungsausschuss der Revolutionären Sozialisten Österreichs (RS) an. Ihr Haus in Mauer bei Wien (heute Rosenhügelstraße 245 im 23. Wiener Bezirk) wurde ein Treffpunkt von Funktionären der verfolgten Arbeiterbewegung.
In dieser Zeit erschien in der österreichischen sozialdemokratischen Monatsschrift Der Kampf, zu deren Mitarbeitern von 1919 bis 1934 auch Otto Leichter zählte, unter ihrem Decknamen „Anna Gärtner“ Käthe Leichters Artikel Erfahrungen und Aufgaben sozialistischer Schulungsarbeit. Die internationale Revue Der Kampf war eine Weiterführung der österreichischen Zeitschrift im tschechischen Exil. Nach dem Verbot der Partei am 12. Februar 1934 hatte der Parteiapparat der österreichischen Sozialdemokratie seine Arbeit in Brünn, Tschechoslowakei, organisiert. Es kam zu einer engen Zusammenarbeit mit den deutschen Sozialdemokraten in der ČSR, wobei das Organ Der Kampf mit der sozialdemokratischen Monatsschrift Tribüne der Deutschen sozialdemokratischen Arbeiterpartei in der Tschechoslowakischen Republik (DSAP) vereinigt wurde. Von der daraus entstandenen Internationalen Revue gab es eine Ausgabe für Österreich und eine für die ČSR.
Der Einmarsch der Truppen des nationalsozialistischen Deutschlands am 12. März 1938 in Österreich hatte für die Familie Leichter zur Folge, dass sie aufgrund ihrer politischen Gesinnung sowie des Rassenwahns verfolgt wurde.
Otto Leichter konnte im März 1938 mit einem gefälschten Pass in die Schweiz flüchten und später über Paris in die USA. Die Söhne Heinz und Franz, später Rechtsanwalt bzw. Politiker in den USA, konnten mit Hilfe einer befreundeten Familie und der ehemaligen Hausgehilfin ins Ausland gebracht werden.
Käthe Leichter wurde, während sie ihre legale Ausreise vorbereitete, nach Verrat durch den Spitzel Hans Pav (geb. 1902), einen ehemaligen sozialdemokratischen Sportredakteur der Arbeiter-Zeitung, am 30. Mai 1938 von der Gestapo festgenommen. Sie blieb zunächst in Gestapo-Haft und wurde dann ins Gefängnis im Wiener Landesgericht eingeliefert. Sie verfasste in der Haft ihre Lebenserinnerungen, die sie ihrer Freundin Frieda Nödl übergeben konnte. Hans Pav wurde 1947 vom Volksgericht in Wien zu 15 Jahren Kerker verurteilt; 1953 wurde er vorzeitig entlassen.
1938 war Käthes Schwester Valerie in die USA geflohen, wenige Monate nach der Verhaftung Käthes nahm sich die Mutter der beiden im Jahr 1939 das Leben.
Weil sie für die ehemalige Gefängnisaufseherin Pauline Nestler nach deren Verhaftung Kassiber aus der Haft geschmuggelt haben soll, wurde Käthe Leichter im Jahre 1939 zu „sieben Monaten schweren Kerkers“ verurteilt.
Trotz zahlreicher ausländischer Interventionen deportierte das NS-Regime Käthe Leichter im Jänner 1940 ins Frauen-KZ Ravensbrück. Ihre Mitgefangene, die Sozialistin Rosa Jochmann, schrieb über Käthe Leichter im Dezember 1945:

„Genossin Leichter war die Seele ihres Blockes und uns ‚Politischen‘ die Lehrerin, die sie draußen gewesen war. Die Juden waren alle auf einem Block untergebracht, 500 im Jahre 1940, niemand wurde so gequält wie sie… Viele wunderbare Gedichte hat Käthe Leichter geschrieben, wir mussten sie über ihren Wunsch alle vernichten, da sie immer sagte: ‚Ich habe sie ja im Kopf, und ich weiß, ich komme bestimmt nach Hause.‘ Leider sind nun alle bis auf ein einziges verloren gegangen.“

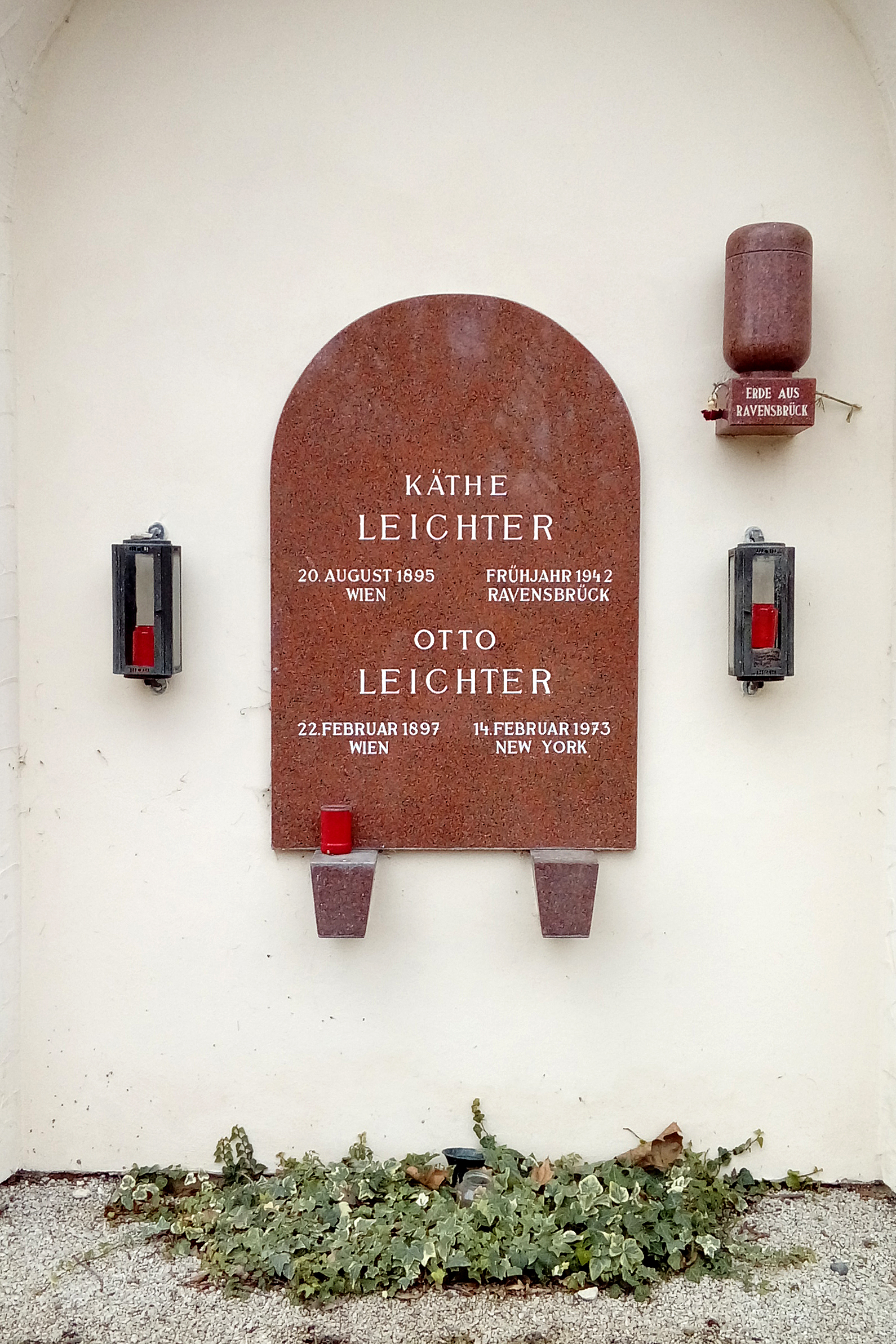
Grab an der Feuerhalle Simmering

Im März 1942 wurde Käthe Leichter gemeinsam mit rund 1600 anderen inhaftierten Frauen im Zuge der sogenannten Aktion 14f13 in die als Heil- und Pflegeanstalt getarnte NS-Tötungsanstalt Bernburg gebracht, wo sie mit Giftgas ermordet wurde; als Todesdatum wurde von den Behörden der 17. März genannt. Ihre (vorgebliche?) Asche durfte – nach Entrichtung der vorgeschriebenen „Transportgebühr“ – nach Wien gebracht werden.

„Es entspräche nicht der Würde und nicht dem Charakter Käthe Leichters, an ihrem Grabe weibisch zu klagen. Sie ist ein Held gewesen… So steht sie vor uns, als eine Zeugin der Tatsache, dass der Sozialismus das Edelste im Menschen erweckt, in ihrer Person eine Verkündung und eine Verkörperung jener höheren Menschengattung, die der Sozialismus herausbilden wird. Und ihr Bild vor Augen gehen wir frohen Mutes an die harte Arbeit der Gegenwart, um unseren Anteil an dem geschichtlichen Aufbauwerk der Zukunft zu leisten.“

Zwei Gräber erinnern in Wien an sie: Das Grab, in dem die von den Behörden zugesandte Urne mit (ihrer?) Asche, beigesetzt ist, befindet sich in Gruppe 16A in der Neuen Israelitischen Abteilung des Wiener Zentralfriedhofs (Tor 4). Außerdem ist sie gemeinsam mit ihrem 1973 in New York verstorbenen Ehemann auf einem symbolischen Grabstein im Urnenhain der Feuerhalle Simmering (Abteilung ML, Gruppe 32, Nummer 1G) genannt, neben dem sich auch eine Urne befindet, die laut Aufschrift mit Erde aus Ravensbrück gefüllt ist. Dieses Grab zählt zu den ehrenhalber gewidmeten bzw. ehrenhalber in Obhut genommenen Grabstellen der Stadt Wien.
Nach einer Intervention ihres Sohnes Franz wurde Käthe Leichter von der Universität Heidelberg 2013 die Doktorwürde zurückgegeben, die ihr 1939 aberkannt worden war. Die Universität bat die Familie für die zu Unrecht erlittene Entehrung, die unerträgliches Unrecht gewesen sei, um Vergebung. Im November 2014 wurde ihm in Heidelberg ein Faksimile der Doktorurkunde als symbolische Geste vom Rektor der Universität, Bernhard Eitel, feierlich überreicht.

## Anerkennungen
- Seit 15. Februar 1949 heißt eine Straße im 13. Wiener Gemeindebezirk Käthe-Leichter-Gasse.
- Am 8. Oktober 1988 wurde die Benennung des Käthe-Leichter-Hofes der Wohnbauvereinigung für Privatangestellte, 13. Wiener Gemeindebezirk, Auhofstr. 152–156, durchgeführt und eine Gedenktafel angebracht.
- Käthe-Leichter-Preis[22]
- 2016 erschien der Dokumentarfilm von Helene Maimann, Käthe Leichter. Eine Frau wie diese. Seine TV-Premiere war am 8. März 2016, dem Weltfrauentag.[23]
- Käthe-Leichter-Gastprofessur der Kulturwissenschaftlichen Fakultäten der Universität Wien (seit dem SoSe 1999)
- An Käthe Leichters Geburtshaus in Wien 1, Rudolfsplatz 1, befindet sich eine Gedenktafel.
- 2015 wurde vor ihrem ehemaligen Wohnhaus in der Rosenhügelstraße in Wien 23 ein Erinnerungsstein verlegt.

## Schriften

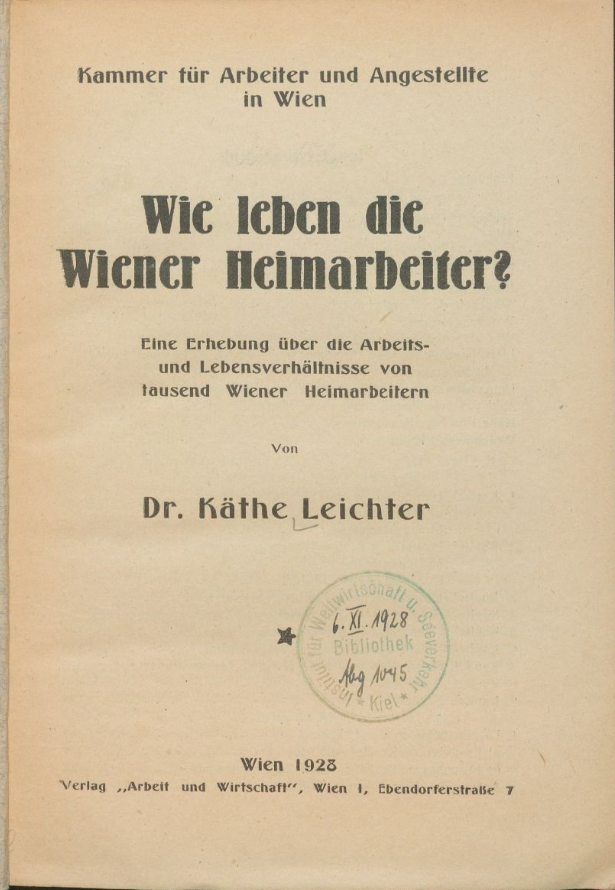
Käthe Leichter bei der Kammer für Arbeiter und Angestellte in Wien (1928)

- unter dem Namen Marianne Katharina Pick: Die handelspolitischen Beziehungen Österreich-Ungarns zu Italien. Staatswissenschaftliche Dissertation, Universität Heidelberg 1918 (Maschinenschrift; degruyter.com [über institutionellen Account]).
- unter dem Namen Marianne Katharina Pick: Max Weber als Lehrer und Politiker. In: Der Kampf. Sozialdemokratische Monatsschrift, Heft 9/1926, S. 374–385 (online bei ANNO).
- Frauenarbeit und Arbeiterinnenschutz in Österreich. Kammer für Arbeiter und Angestellte in Wien. Verlag „Arbeit und Wirtschaft“, Wien 1927, DNB 574847316, urn:nbn:de:hebis:30:3-85199 (238 S.; eingeschränkte Vorschau in der Google-Buchsuche).
- Wie leben die Wiener Heimarbeiter? Eine Erhebung über die Arbeits- und Lebensverhältnisse von tausend Wiener Heimarbeitern. Kammer für Arbeiter und Angestellte in Wien. Verlag „Arbeit und Wirtschaft“, Wien 1928, DNB 574847332, urn:nbn:de:hebis:30:3-86285 (146 S.; eingeschränkte Vorschau in der Google-Buchsuche).
- als Redakteurin: Handbuch der Frauenarbeit in Österreich. Hrsg. von der Kammer für Arbeiter und Angestellte in Wien. Carl Ueberreuters Verlag, Wien; Wiener Volksbuchhandlung, Wien; J. H. W. Dietz Nachf., Berlin 1930, DNB 580904288, urn:nbn:de:hebis:30:3-86285.[24]
- Vom revolutionären Syndikalismus zur Verstaatlichung der Gewerkschaften. In: Festschrift für Carl Grünberg. Zum 70. Geburtstag. C. L. Hirschfeld Verlag, Leipzig 1932, DNB 361424795, S. 243–281. Auvermann, Glashütten (im Taunus) 1971, DNB 730101266 (Unveränderter Neudruck der Ausgabe Leipzig 1932).
- als Mitarbeiterin von Julius Deutsch: Geschichte der österreichischen Gewerkschaftsbewegung. Wiener Volksbuchhandlung, Wien; J. H. W. Dietz Nachf., Berlin, DNB 560420706.
  - Band 1: Von den Anfängen bis zur Zeit des Weltkrieges. 1929, DNB 365503940 (eingeschränkte Vorschau in der Google-Buchsuche).
  - Band 2: Im Weltkrieg und in der Nachkriegszeit. 1932, DNB 365503959 (316 S.; eingeschränkte Vorschau in der Google-Buchsuche).
- So leben wir… 1320 Industriearbeiterinnen berichten über ihr Leben. Eine Erhebung. Verlag „Arbeit und Wirtschaft“, Wien 1932, DNB 574847324, urn:nbn:de:hebis:30:3-83599 (156 S.; eingeschränkte Vorschau in der Google-Buchsuche).
- unter dem Pseudonym Anna Gärtner: Erfahrungen und Aufgaben sozialistischer Schulungsarbeit. In: Der Kampf. Internationale Revue. 3. Jg., Heft 6, Prag, Juni 1936, ZDB-ID 1015836-4, ZDB-ID 3041824-0, S. 221–260 (eingeschränkte Vorschau in der Google-Buchsuche).
- unter dem Pseudonym Maria Mahler: Die Gewerkschaften im Faschismus. In: Internationale Studienwoche, veranstaltet vom Internationalen Frauenkomitee der Sozialistischen Arbeiter-Internationale, Arbeiterhochschule Uccle, Brüssel, 22. bis 29. August 1936. Gegenstand: Die wirtschaftliche und politische Demokratie und die Frauen. Secretariat of the Labour and socialist international, Brüssel 1936, OCLC 1061503068.

## Hörbuch
- Kochherd Waschtrog Heimarbeit. Die bessere Welt der Käthe Leichter von Susanne Ayoub. Hörbuch nach der gleichnamigen Ö1-Radioproduktion 2015.[25][26]